# Койвусельга (посёлок)
Ко́йвусельга (карел. Koivuselgü) — посёлок в составе Ведлозерского сельского поселения Пряжинского национального района Республики Карелия.

## Общие сведения
Расположен на восточном берегу озера Койвуярви. На восточном краю посёлка протекает река Кивиоя, приток Видлицы; сама Видлица течёт примерно в 2 км юго-восточнее посёлка. Через сам посёлок протекает ручей, соединяющий Койвуярви и Кивиоя.
По данным ГТРК «Карелия», посёлок основан в 1949 году.
Школа в посёлке прекратила работу в связи с нехваткой детей в 2004 году.

## Население
| 2002 | 2009 | 2010 | 2013 |
| ---- | ---- | ---- | ---- |
| 290  | ↘241 | ↘125 | ↘105 |

## Улицы
- ул. Гагарина
- ул. Гористая
- ул. Заречная
- ул. Лесная
- ул. Молодёжная
- ул. Набережная
- ул. Пролетарская
- ул. Речная
- ул. Советская
- ул. Терешковой
- ул. Школьная